# 조규준
조규준(1980년 9월 25일 ~ )은 대한민국의 성우로, 2008년 한국방송 성우극회 공채 33기로 입사했다.

## 주요 출연작품

### 애니메이션
- 고고 이야기탐험대 (KBS)
- 꼬마유령 캐스퍼 (재능TV)
- 만능 비리몽 (재능TV) - 아빠
- 마다가스카의 펭귄 (니켈로디언) - 거스
- 별별 이야기: 자전거 여행 - 사장, 친구
- 부루와 숲속 친구들 (KBS) - 따거, 우루루
- 디지몬 어드벤처: (대원방송) - 원뿔몬, 쥬드몬, 바이킹몬

### 애니메이션 영화
- 쿵푸팬더2

### 영화
- 허트 로커 (KBS) - 콜트랙트 팀 대원(페이살 사도운)
- 청설 (KBS) - 수영 코치(증윤서), 음식점 주인, 양양의 아빠(목소리)
- 스핏파이어 그릴 (KBS) - 경찰(짐 호그)
- 티벳에서의 7년 (KBS) - 티벳 총독(체링 왕디)
- 첫 키스만 50번째 (KBS) - 닉(포마이카 브라운)
- 정무문 (KBS) - 주방장(황종신)
- 그린 존 (KBS) - 페리(니코예 뱅스)
- 맹룡과강 (KBS) - 아권(호망), 보스의 부하(호먼 타프셀)
- 스포트라이트(KBS) - 조(마이클 시릴 크레이톤), 경찰

### 외화
- 닥터후 시즌 9 (KBS) - 딥 안도(폴 코트니 휴)
- 리썰 웨폰(KBS) - 헨리(크리스토퍼 스탠리), 캠핑 남자
- 삼국지 (KBS) - 장개, 원희, 정봉, 곽회
- 초한지 (KBS) - 옹치

### 게임
- 도타 2 - 가시멧돼지
- 사이퍼즈 - 파괴왕 휴톤, 제너럴 웨슬리, 회사측 철거반, 저돌적인 크라수스
- 엘소드 - 아드리안, 베르나드, 베르드
- 던전 앤 파이터 - 프리스트
- 카오스온라인 - 신성연합`챈`
- 아이온
- 블레스 - 치코
- 퍼스트 디센던트 - 에시모
- 젠레스 존 제로 - 기자, 스승 등

### 다큐
- 1차 세계 대전 - 어느 병사들의 이야기 (KBS) - 고들리(테오 바클렘-빅스)
- 특집다큐 2025 우주독립국의 조건 (KBS) - 나사 연구원(마크 로빈슨, 로버트 엠보로스, 존 올슨)
- 다큐온 성탄특집 헐버트가 전하는 기쁜 소식 (KBS) - 내레이션
- 다큐온 파워 오브 코리아 1,2부 (KBS) - 내레이션

### 배우 출연
- 슬기로운 감방생활(tvN) - 뽕쟁이
- 좀비크러쉬 헤이리 (영화) - 조규준장군
- 차형사 (영화) - 수염남
- 화이트 저주의 멜로디 (영화) - 연예인 MC
- 기막힌 이야기 실제상황 (MBN) - 각종단역
- 금수저(mbc) 6화 - 편집장
- 인생은 아름다워 (영화) - 주방장
- 선재 업고 튀어 (tvN) 2화 - 형사
- 고려거란전쟁 (KBS) 6화 - 백성
- 오징어게임2 - 220번